# Linia kolejowa nr 446
Linia kolejowa nr 446 – niezelektryfikowana, szerokotorowa, jednotorowa, pierwszorzędna linia kolejowa łącząca stację Terespol z granicą państwa.